# Scream Silence
Scream Silence — музыкальный коллектив из Германии, образованный в 1998 году. Первоначально группа исполняла готик-метал, однако с каждым новым альбомом её звучание становилось всё менее тяжёлым и всё больше приближалось к готик-року «третьей волны» и дарквейву.

## История
Группа была образована в Берлине в 1998 году и вскоре выпустила дебютный альбом To Die For, который стал «альбомом месяца» по мнению музыкального журнала Orcus. Затем музыканты Scream Silence отправились в турне вместе с такими командами, как Christian Death и Dreadful Shadows.
В 2006 году группа выступила на фестивале M’era Luna.

## Стиль, влияние
Первый альбом Scream Silence, To Die For, был исполнен в жанре классического готик-метала с небольшим уклоном в дарк-метал. Раннее творчество группы характеризовалось активным использованием клавишных партий и несло явный отпечаток влияния таких коллективов, как Type O Negative и The 69 Eyes. После выхода второго альбома The 2nd, менее тяжёлого и более качественного, музыкальные критики стали сравнивать команду с другой немецкой группой, игравшей в подобном стиле — Dreadful Shadows.
К середине 2000-х Scream Silence наконец смогли выработать собственный стиль, преодолев излишнюю традиционность и неоригинальность ранних релизов. Несмотря на то, что на их альбомах позднего периода ещё можно встретить элементы готик-метала, музыканты отошли от этого жанра, и их последние альбомы стилистически близки скорее к меланхоличному, «высокопарному» готик-року «третьей волны» или дарквейву в духе Deine Lakaien.

## Дискография

### Студийные альбомы
- To Die For (1999)
- The 2nd (2001)
- Seven Tears (2003)
- Elegy (2004)
- Saviourine (2006)
- Aphelia (2007)
- Apathology (2008)
- Scream Silence (2012)
- Heartburnt (2015)

### Синглы
- «The Sparrows and the Nightingales» (2000)
- «Forgotten Days» (2001)
- «Curious Changes» (2004)
- «Creed» (2005)